# Elliot Page
Elliot Page, nato Ellen Grace Philpotts-Page (Halifax, 21 febbraio 1987), è un attore canadese.
Si è imposto all'attenzione internazionale grazie all'interpretazione nel film Juno, per il quale ha ricevuto la candidatura all'Oscar alla miglior attrice. È anche noto per aver interpretato Hayley Stark in Hard Candy, Kitty Pryde / Shadowcat in due capitoli della saga cinematografica di X-Men e l'architetta Arianna in Inception di Christopher Nolan. In televisione, viene ricordato per aver vestito i panni di Vanya/Viktor nella popolare serie Netflix The Umbrella Academy.

## Biografia

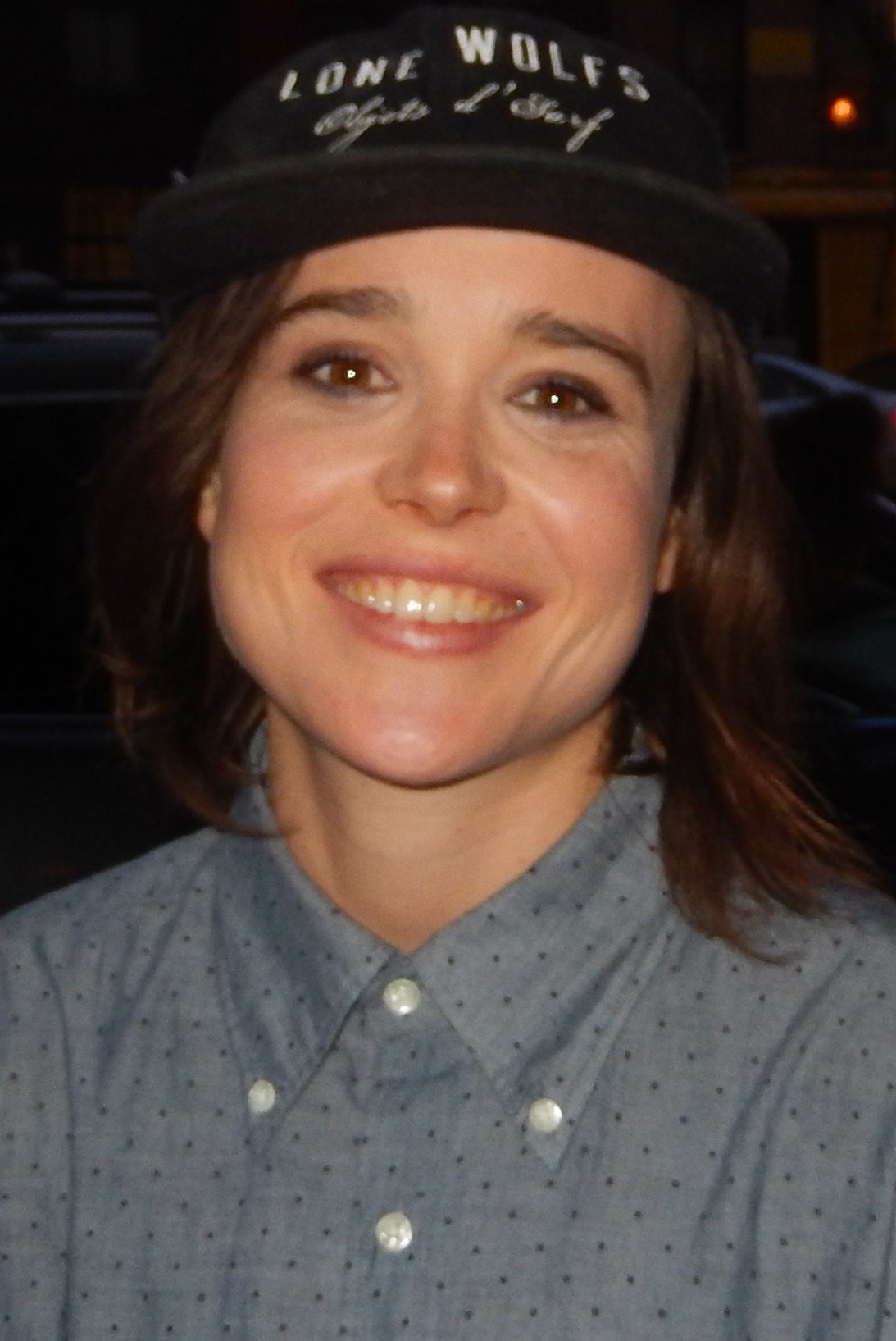
Page nel 2015

Page nasce e cresce ad Halifax, in Nuova Scozia. I suoi genitori sono Martha Philpotts, un'insegnante, e Dennis Page, un grafico. Ha frequentato la Halifax Grammar School fino al decimo anno, ha trascorso un po' di tempo alla Queen Elizabeth High School e si è diplomato alla Shambhala School nel 2005. Page ha anche trascorso due anni a Toronto, studiando nell'Interact Program presso la Vaughan Road Academy insieme all'amico e collega Mark Rendall.

### Carriera

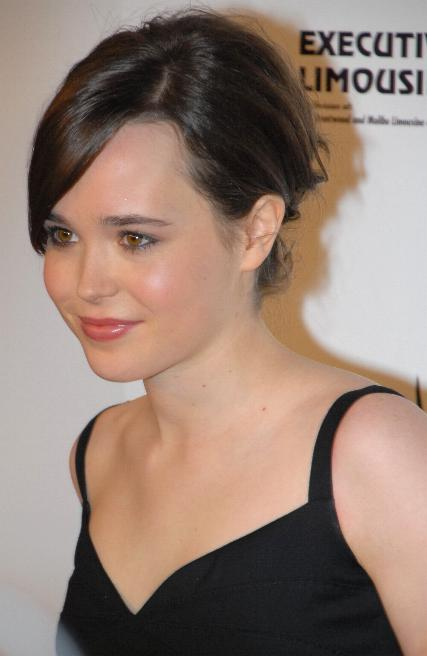
Page ai Breakthrough Awards 2007

Page ha iniziato a studiare recitazione alla Neptune Theatre School. La sua prima apparizione avviene all'età di 11 anni nel film per la TV (trasformato poi in una serie) Pit Pony. Questa gli permise di ottenere piccoli ruoli in film e serie televisive canadesi. A sedici anni ottenne un ruolo nel film indipendente Mouth to Mouth, che rafforzò la sua posizione fra le giovani attrici canadesi più promettenti. Scelto tra 300 aspiranti al ruolo, nel 2005 interpreta una quattordicenne che si improvvisa giustiziera nei confronti di un pedofilo, nel thriller Hard Candy. Nel 2006 raggiunge la notorietà del grande pubblico per aver interpretato il personaggio di Kitty Pryde / Shadowcat in X-Men - Conflitto finale di Brett Ratner e a fianco di attori come Hugh Jackman, Halle Berry e Patrick Stewart.
Nel 2007 interpreta, senza conoscere inizialmente la vicenda appresa durante le riprese, Sylvia Likens nel film An American Crime ed è il protagonista di Juno, in cui interpreta Juno MacGuff, ragazza che dopo una prima e unica esperienza sessuale con il suo migliore amico, Paulie Bleeker, rimane incinta. La commedia ottiene uno straordinario successo di pubblico e critica, incassando un totale di $231 milioni, e Page per la sua interpretazione ottiene una candidatura all'Oscar come miglior attrice protagonista. Ha partecipato anche al film drammatico The Stone Angel e alla commedia Smart People. Nel 2008 è stato inserito dalla rivista Time nella lista delle "100 persone più influenti al mondo" ed è anche apparso nella campagna Burma: It Can't Wait Campaign a favore della democrazia in Birmania.
In seguito ha interpretato il ruolo di una pattinatrice su rotelle nel film Whip It, le cui riprese sono iniziate nel luglio 2008 con la regia di Drew Barrymore. Sarebbe dovuto apparire come protagonista nel film Drag Me to Hell, ma ha rinunciato a causa degli eccessivi impegni. Ha inoltre rinunciato al ruolo di protagonista di Jane Eyre, adattamento cinematografico del romanzo omonimo di Charlotte Brontë. Nel 2009 viene scelto da Christopher Nolan per il kolossal Inception, nel quale affianca il protagonista Leonardo DiCaprio e un'altra giovane promessa hollywoodiana proveniente dal circuito indipendente, Joseph Gordon-Levitt.
Nel 2012 è protagonista di uno degli episodi di To Rome with Love di Woody Allen. L'anno dopo ha recitato come protagonista interpretando Jodie Holmes per il videogioco Beyond: Due anime insieme a Willem Dafoe, tramite il motion capture. Nel 2014 recita di nuovo nei panni di Kitty Pryde nel film X-Men - Giorni di un futuro passato. Nel 2016, insieme all'amico Ian Daniel, crea Gaycation, una serie televisiva-documentario che lo porta in giro per il mondo alla scoperta dell'universo LGBT.

### Esperienze musicali
Elliot è anche un chitarrista e appassionato di musica. Per il film Juno ha composto le musiche di Zub Zub partendo dal testo scritto da Diablo Cody nel copione originale del film, ed ha cantato una cover di Anyone Else but You dei The Moldy Peaches assieme a Michael Cera; entrambe le canzoni appaiono nella colonna sonora del film. Si è inoltre esibito in una scena del videogioco Beyond: Due anime, dove ha suonato e cantato l'inedito brano Lost Cause.

## Vita privata
È vegano e, assieme a Jared Leto, è stato nominato tra i "vegetariani più sexy" del 2014 dalla PETA. È ateo e si definisce un femminista pro-scelta.
Il 14 febbraio del 2014, a Las Vegas, in occasione della conferenza Time to Thrive dell'organizzazione LGBT Human Rights Campaign, fa coming out dichiarando pubblicamente la propria omosessualità. A seguito di ciò, l'attore dichiara pubblicamente, nel settembre del 2015, la propria relazione con l'artista e surfista Samantha Thomas, con la quale sfila in coppia sul tappeto rosso in occasione della prima di Freeheld - Amore, giustizia, uguaglianza al Toronto International Film Festival.
Nel 2017 si fidanza con la ballerina Emma Portner. Il 3 gennaio del 2018 l'attore rivela, tramite il proprio profilo Instagram, di essere convolato a nozze con la compagna. Il 1º dicembre 2020 annuncia tramite il suo profilo Twitter di essere transgender, comunicando il cambio di nome in Elliot e chiedendo che la sua persona venga declinata con pronomi maschili o neutri. A fine gennaio 2021 Page annuncia l'avvio delle pratiche per il divorzio da Emma Portner.

## Filmografia

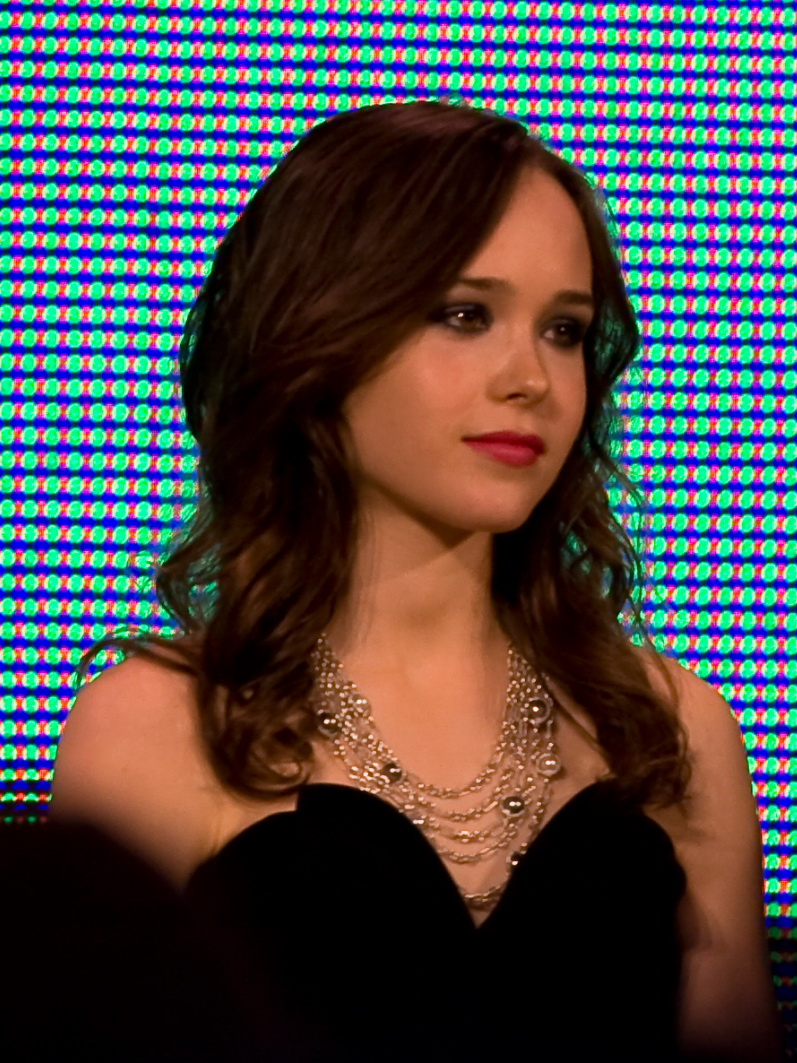
Page al Toronto International Film Festival per la prima di Whip It nel 2009

### Attore

#### Cinema
- Marion Bridge, regia di Wiebke von Carolsfeld (2002)
- The Wet Season, regia di Martha Ferguson - cortometraggio (2002)
- Touch & Go, regia di Scott Simpson (2003)
- Love That Boy, regia di Andrea Dorfman (2003)
- Wilby Wonderful, regia di Daniel MacIvor (2004)
- Mouth to Mouth, regia di Alison Murray (2005)
- Hard Candy, regia di David Slade (2005)
- X-Men - Conflitto finale (X-Men: The Last Stand), regia di Brett Ratner (2006)
- An American Crime, regia di Tommy O'Haver (2007)
- The Tracey Fragments, regia di Bruce McDonald (2007)
- Juno, regia di Jason Reitman (2007)
- The Stone Angel, regia di Kari Skogland (2007)
- Smart People, regia di Noam Murro (2008)
- Whip It, regia di Drew Barrymore (2009)
- Peacock, regia di Michael Lander (2010)
- Inception, regia di Christopher Nolan (2010)
- Super - Attento crimine!!! (Super), regia di James Gunn (2010)
- To Rome with Love, regia di Woody Allen (2012)
- Touchy Feely, regia di Lynn Shelton (2013)
- The East, regia di Zal Batmanglij (2013)
- X-Men - Giorni di un futuro passato (X-Men: Days of Future Past), regia di Bryan Singer (2014)
- Into the Forest, regia di Patricia Rozema (2015)
- Freeheld - Amore, giustizia, uguaglianza (Freeheld), regia di Peter Sollett (2015)
- Tallulah, regia di Sian Heder (2016)
- Flatliners - Linea mortale (Flatliners), regia di Niels Arden Oplev (2017)
- The Cured, regia di David Freyne (2017)
- My Days of Mercy, regia di Tali Shalom Ezer (2017)
- Close to You, regia di Dominic Savage (2023)

#### Televisione
- Pit Pony, regia di Eric Till – film TV (1997)
- Pit Pony – serie TV, 29 episodi (1999-2000)
- Trailer Park Boys – serie TV, 5 episodi (2001-2002)
- Rideau Hall – serie TV, episodio 1x01 (2002)
- Abbandonata dal destino (Homeless to Harvard: The Liz Murray Story), regia di Peter Levin – film TV (2003)
- Going for Broke - Una vita in gioco (Going for Broke), regia di Graeme Campbell – film TV (2003)
- I Downloaded a Ghost, regia di Kelly Sandefur – film TV (2003)
- Mrs. Ashboro's Cat, regia di Don McBrearty – film TV (2004)
- ReGenesis – serie TV, 8 episodi (2004)
- Tilda, regia di Bill Condon - film TV (2011)
- Gaycation – documentario (2016)
- The Umbrella Academy – serie TV (2019-2024)
- Tales of the City – miniserie TV, 10 puntate (2019)

### Doppiatore
- I Simpson – serie TV, episodio 20x19 (2009)
- Glenn Martin DDS – serie TV, episodio 2x24 (2011)
- I Griffin (Family Guy) – serie TV, episodio 10x13 (2012)
- Out There – serie TV, episodio 1x10 (2013)
- Beyond: Due anime (Beyond: Two Souls) – videogioco (2013)
- La mia vita da Zucchina (Ma vie de Courgette), regia di Claude Barras (2016)
- Window Horses: The Poetic Persian Epiphany of Rosie Ming, regia di Ann Marie Fleming (2016)
- Ark: The Animated Series – serie animata, 2 episodi (2024)

### Produttore
- Into the Forest, regia di Patricia Rozema (2015)
- Freeheld - Amore, giustizia, uguaglianza (Freeheld), regia di Peter Sollett (2015)
- Tallulah, regia di Sian Heder (2016)
- My Days of Mercy, regia di Tali Shalom Ezer (2017)
- The Cured, regia di David Freyner (2017)
- There's Something in the Water, regia di Ian Daniel ed Elliot Page - documentario (2019)
- Nel mio nome, regia di Nicolò Bassetti - documentario (2022)

### Sceneggiatore
- Close to You, regia di Dominic Savage (2023)

## Riconoscimenti
- Premio Oscar
  - 2008 – Candidatura come miglior attrice per Juno[8]
- BAFTA
  - 2008 – Candidatura come miglior attrice per Juno[28]
  - 2008 – Candidatura come miglior stella emergente per Juno[29]
- Golden Globe
  - 2008 – Candidatura come miglior attrice in un film commedia o musicale per Juno[30]
- Screen Actors Guild Award
  - 2008 – Candidatura come migliore attrice cinematografica per Juno
- ACTRA Maritimes Awards
  - 2003 – Miglior performance femminile per Marion Bridge
- Critics' Choice Awards
  - 2007 – Candidatura come miglior attrice per Juno[31][32]
- Independent Spirit Awards
  - 2007 – Miglior attrice protagonista per Juno[33]
- MTV Movie Awards
  - 2008 – Miglior performance femminile per Juno
  - 2008 – Candidatura come miglior bacio (con Michael Cera) per Juno
  - 2011 – Performance più terrorizzante per Inception
  - 2011 – Candidatura come miglior bacio (con Joseph Gordon-Levitt) per Inception
  - 2011 – Candidatura come miglior momento "Ma che ca...!" (con Leonardo DiCaprio) per Inception

- National Movie Awards
  - 2008 – Candidatura come miglior performance femminile per Juno
- New York Film Critics Circle Awards
  - 2007 – Candidatura come miglior attrice protagonista per Juno
- Nickelodeon Kids' Choice Awards
  - 2015 – Candidatura come attrice d'azione preferita per X-Men - Giorni di un futuro passato[34]
- Satellite Award
  - 2007 – Miglior attrice in un film commedia o musicale per Juno
- San Diego Film Critics Society Awards
  - 2007 – Candidatura come miglior attrice per Juno
- Saturn Award
  - 2011 – Candidatura come miglior attrice per Inception
- Teen Choice Awards
  - 2008 – Migliore attrice rivelazione per Juno
  - 2008 – Miglior attrice di commedia per Juno

## Doppiatori italiani
Nelle versioni in italiano nelle opere in cui ha recitato, Elliot Page è stato doppiato da:
- Alessia Amendola in Hard Candy, Juno, Inception, Super, To Rome with Love, The East, Freeheld - Amore, giustizia, uguaglianza, Flatliners - Linea mortale, The Cured, The Umbrella Academy (st. 1-2)
- Giulia Catania in X-Men - Conflitto finale, X-Men - Giorni di un futuro passato
- Gemma Donati in ReGenesis
- Elisabetta Spinelli in Going for Broke - Una vita in gioco
- Gaia Bolognesi in Tallulah
- Erica Necci in Whip It
- Letizia Ciampa in Tales of the City
- Francesco Ferri in The Umbrella Academy (st. 3-4)

Da doppiatore è sostituito da:
- Alessia Amendola ne I Simpson
- Debora Magnaghi in Beyond: Due anime

## Discografia
- Anyone Else But You - cover (con Michael Cera) - Juno: Music From The Motion Picture
- Zub Zub - Juno B-Sides: Almost Adopted